# Alexander Wetmore
Alexander Wetmore of Frank Alexander Wetmore  (North Freedom, Wisconsin, 18 juni 1886  -  Glen Echo, Maryland, 7 december 1978 in de Verenigde Staten) was een Amerikaanse ornitholoog en paleontoloog.  Zijn classificatie van de vogelwereld (de Wetmore order) werd tot het einde van de 20ste eeuw als gezaghebbend beschouwd. Hij was jarenlang bestuurslid (secretary) van het prestigieuze Smithsonian Institution.

## Biografie
Wetmore studeerde aan de Universiteit van Kansas en haalde zijn master- en doctorsgraad aan de George Washington-universiteit. In 1910 trad hij in dienst bij de Amerikaanse federale overheid bij het ministerie van Landbouw. In 1915 maakte hij studie van het dodelijk effect van lood op waterwild uit hagel dat werd gebruikt bij de jacht op eenden. Daarnaast deed hij paleontologisch onderzoek aan de fossiele vogelsoorten Palaeochenoides mioceanus  en Nesotrochis debooyi.
In 1924 kwam hij in dienst bij de Smithsonian Institution, eerst als bestuurslid (superintendent) van het Smithsonian National Zoological Park. In 1925 kreeg hij de functie van assistant secretary en tussen 1945 en 1952 was hij het belangrijkste uitvoerende bestuurslid (secretary) van dit instituut. Van 1944 tot 1946 was hij voorzitter  van de The Explorers Club en tussen 1946 en 1953 was hij bestuurslid van wat nu  in de VS de Society for Science & the Public heet.
In 1912 trouwde hij met Fay Holloway. Uit dit huwelijk werd dochter Margaret geboren. In 1953 overleed Fay. In datzelfde jaar trouwde hij met Annie Beatrice van der Biest Thielen. Zij werd in 1910 op Curaçao geboren en had de Nederlandse nationaliteit. Zij werkte onder andere bij de WHO in Washington als secretaresse en vertaalster. In 1944 kreeg zij de Amerikaanse nationaliteit. Zij vergezelde Alexander op zijn reizen naar Panama en West-Indië en assisteerde hem bij het publiceren van de resultaten.

## Zijn werk en nalatenschap
In 1930 publiceerde hij zijn A Systematic Classification for the Birds of the World, de zogenaamde Wetmore Order.  In 1951 en 1960 verschenen daarvan herziene uitgaven. Deze classificatie vond tot het einde van de 20ste eeuw weerklank in brede kring van vakgenoten, totdat na zijn dood het DNA-onderzoek naar de taxonomie van de vogels tot andere inzichten leidde.
Tussen 1946 en 1966 bezocht Wetmore jaarlijks Panama om daar de avifauna te bestuderen. De resultaten van deze onderzoeken werden in vier delen gepubliceerd (Birds of the Republic of Panama) door het Smithsonian Instituut tussen 1965 en 1984; het laatste deel verscheen postuum.
Wetmore beschreef 4 vogelgenera en 16 -soorten waaronder de ernstig bedreigde donkere incakolibrie (Coeligena orina). Verschillende taxa van vogels zijn als eerbetoon naar hem genoemd zoals het geslacht Alexornis (fossiele vogelsoorten uit het Krijt) en de tangaren de oranjekeeltangare (Wetmorethraupis sterrhopteron) en  de maskerbergtangare (Tephrophilus wetmorei). Ook Insecten, zoogdieren, amfibieën, weekdieren en één plant (een Argentijnse soort cactus) zijn naar hem vernoemd. Bovendien is er een brug in Panama en een gletsjer op Antarctica (Wetmore Glacier) naar hem vernoemd.
- Bibsys: 2045717
- Biblioteca Nacional de Chile: 000496398
- Biblioteca Nacional de España: XX1494627
- Bibliothèque nationale de France: cb12298896n (data)
- CiNii: DA06102783
- Gemeinsame Normdatei: 142873705
- International Standard Name Identifier: 0000 0001 0912 9570
- Library of Congress Control Number: n84009229
- Nationale Bibliotheek van Tsjechië: jx20071127079
- Nationale Bibliotheek van Israël: 987007597026905171
- Nationale Bibliotheek van Polen: a0000002493694
- Nederlandse Thesaurus van Auteursnamen: 067501591
- Réseau des bibliothèques de Suisse occidentale: 02-A003970192
- LIBRIS: 332868
- SNAC: w6mp58xm
- Système universitaire de documentation: 139728082
- Virtual International Authority File: 69311211
- WorldCat: E39PBJjMCVDT8yKD4WHx7CKrv3